# Temporada da Indy Lights de 2020
A Temporada da Indy Lights de 2020 seria a trigésima-quarta da história da categoria e a décima-oitava sancionada pela IndyCar
Seriam realizadas 18 provas (8 rodadas duplas) entre os dias 14 de março (ruas de St. Petersburg, na Flórida) e 20 de setembro, em Laguna Seca, e o Circuito das Américas, em Austin, foi substituído pelo Barber Motorsports Park, no estado do Alabama.
Em maio de 2020, a organização da Lights anunciou o cancelamento da temporada em decorrência de problemas de calendário e também devido à pandemia de coronavírus, que forçou a saída de alguns pilotos. É a primeira vez desde 1985 que a categoria não é disputada.

## Equipes e pilotos que disputariam a temporada
| Equipe              | No. | Pilotos             | Remanejado para           |
| ------------------- | --- | ------------------- | ------------------------- |
| Andretti Autosport  | 27  | Robert Megennis     | European Le Mans Series   |
| Andretti Autosport  | 28  | Kyle Kirkwood       | IMSA Prototype Challenge  |
| Andretti Autosport  | 48  | Tristan Charpentier |                           |
| Andretti Autosport  | 68  | Danial Frost        | Indy Pro 2000             |
| Belardi Auto Racing | 5   | Toby Sowery         |                           |
| Belardi Auto Racing | 10  | Rasmus Lindh        | IMSA Prototype Challenge  |
| Exclusive Autosport | 90  | Nikita Lastochkin   |                           |
| HMD Motorsports     | 11  | Antonio Serravalle  | Formula Regional Americas |
| HMD Motorsports     | 55  | Santiago Urrutia    | Formula Regional Americas |
| HMD Motorsports     | 79  | David Malukas       | Formula Regional Americas |

## Calendário
| Prova | Nome da Corrida                  | Circuito                            | Local                   | Data              |
| ----- | -------------------------------- | ----------------------------------- | ----------------------- | ----------------- |
| 1     | Mazda Grand Prix of Road America | Road America                        | Elkhart Lake, Wisconsin | 19–21 de junho    |
| 2     | Mazda Grand Prix of Road America | Road America                        | Elkhart Lake, Wisconsin | 19–21 de junho    |
| 3     | Mazda Grand Prix of Road America | Road America                        | Elkhart Lake, Wisconsin | 19–21 de junho    |
| 4     | Indy Lights Grand Prix           | Indianapolis Motor Speedway (misto) | Speedway, Indiana       | 2–3 de julho      |
| 5     | Indy Lights Grand Prix           | Indianapolis Motor Speedway (misto) | Speedway, Indiana       | 2–3 de julho      |
| 6     | Grand Prix of Toronto            | Exhibition Place                    | Toronto, Ontário        | 10–12 de julho    |
| 7     | Grand Prix of Toronto            | Exhibition Place                    | Toronto, Ontário        | 10–12 de julho    |
| 8     | Grand Prix of Mid-Ohio           | Mid-Ohio Sports Car Course          | Lexington, Ohio         | 7–9 de agosto     |
| 9     | Grand Prix of Mid-Ohio           | Mid-Ohio Sports Car Course          | Lexington, Ohio         | 7–9 de agosto     |
| 10    | Grand Prix of Mid-Ohio           | Mid-Ohio Sports Car Course          | Lexington, Ohio         | 7–9 de agosto     |
| 11    | Freedom 100                      | Indianapolis Motor Speedway (oval)  | Speedway, Indiana       | 21 de agosto      |
| 12    | Illinois 250k                    | Gateway Motorsports Park            | St. Louis, Missouri     | 29 de agosto      |
| 13    | Grand Prix of Portland           | Portland International Raceway      | Portland, Oregon        | 11–13 de setembro |
| 14    | Grand Prix of Portland           | Portland International Raceway      | Portland, Oregon        | 11–13 de setembro |
| 15    | Monterey Grand Prix              | WeatherTech Raceway Laguna Seca     | Monterey, Califórnia    | 18–20 de setembro |
| 16    | Monterey Grand Prix              | WeatherTech Raceway Laguna Seca     | Monterey, Califórnia    | 18–20 de setembro |
| 17    | St. Petersburg Twin 150k         | Ruas de St. Petersburg              | St. Petersburg, Flórida | a anunciar        |
| 18    | St. Petersburg Twin 150k         | Ruas de St. Petersburg              | St. Petersburg, Flórida | a anunciar        |

### Corridas canceladas
| Prova | Nome da Corrida | Circuito                | Local               | Data original |
| ----- | --------------- | ----------------------- | ------------------- | ------------- |
| –     | Legacy Indy 125 | Barber Motorsports Park | Birmingham, Alabama | 4–5 de abril  |
| –     | Legacy Indy 125 | Barber Motorsports Park | Birmingham, Alabama | 4–5 de abril  |

### Mudanças no calendário, e ações contra apandemia de COVID-19
- A prova no Alabama, originalmente marcada para acontecer entre 4 e 5 de abril foi cancelada.[18]
- Inicialmente a prova em São Petersburgo foi cancelada assim como a do Alabama,[18][19] porém posteriormente a categoria anunciou que a prova ainda seria disputada, porém sem uma data definida.[20]
- A prova no circuito misto de Indianápolis estava marcada originalmente para acontecer entre 8 e 9 de maio, foi adiada para acontecer entre 2 e 3 de julho.[20]
- A prova no circuito oval de Indianápolis estava marcada originalmente para acontecer em 22 de maio, foi adiada para 21 de agosto.[20]
- A prova em Mid-Ohio estava marcada originalmente para acontecer entre 14 e 16 de agosto, teve sua data modificada para ser disputada entre 7 e 9 de agosto.[20]
- A prova em Gateway estava marcada originalmente para acontecer em 22 de agosto, mas devido a nova data da corrida em Indianápolis, a prova foi adiada para acontecer em 29 de agosto.[20]
- A prova em Portland estava marcada originalmente para acontecer 4 e 6 de setembro, teve sua data modificada para ser disputada entre 11 e 13 de setembro.[20]
- As provas em Road America e Mid-Ohio passaram de rodadas duplas para triplas.[20]

## Resultados
| Etapa | Corrida          | Pole position     | Volta mais rápida | Líder por mais voltas | Vencedor          | Vencedor          |
| Etapa | Corrida          | Pole position     | Volta mais rápida | Líder por mais voltas | Piloto            | Equipe            |
| ----- | ---------------- | ----------------- | ----------------- | --------------------- | ----------------- | ----------------- |
| –     | Barber 1         | Corrida cancelada | Corrida cancelada | Corrida cancelada     | Corrida cancelada | Corrida cancelada |
| –     | Barber 1         | Corrida cancelada | Corrida cancelada | Corrida cancelada     | Corrida cancelada | Corrida cancelada |
| 1     | Road America 1   |                   |                   |                       |                   |                   |
| 2     | Road America 2   |                   |                   |                       |                   |                   |
| 3     | Road America 3   |                   |                   |                       |                   |                   |
| 4     | Indy GP 1        |                   |                   |                       |                   |                   |
| 5     | Indy GP 2        |                   |                   |                       |                   |                   |
| 6     | Toronto 1        |                   |                   |                       |                   |                   |
| 7     | Toronto 2        |                   |                   |                       |                   |                   |
| 8     | Mid-Ohio 1       |                   |                   |                       |                   |                   |
| 9     | Mid-Ohio 2       |                   |                   |                       |                   |                   |
| 10    | Mid-Ohio 3       |                   |                   |                       |                   |                   |
| 11    | Freedom 100      |                   |                   |                       |                   |                   |
| 12    | Gateway          |                   |                   |                       |                   |                   |
| 13    | Portland 1       |                   |                   |                       |                   |                   |
| 14    | Portland 2       |                   |                   |                       |                   |                   |
| 15    | Laguna Seca 1    |                   |                   |                       |                   |                   |
| 16    | Laguna Seca 2    |                   |                   |                       |                   |                   |
| 17    | St. Petersburg 1 |                   |                   |                       |                   |                   |
| 18    | St. Petersburg 2 |                   |                   |                       |                   |                   |